# Йохан Филип фон Геминген
Йохан Филип фон Геминген (на немски: Johann Philipp von Gemmingen; * 5 декември 1729 в Некарцимерн; † 2 февруари 1766 във Вимпфен на Некар) е фрайхер от род Геминген, основател на селата Бабщат (днес в Бад Рапенау) и Келбертсхаузен (днес в Хюфенхарт).
Той е син на Фридрих фон Геминген (1691 – 1738) и втората му съпруга фрайин Вилхелмина Леополдина Рюдт фон Коленберг (1702 – 1763), дъщеря на фрайхер Йохан Ернст Рюдт фон Коленберг и Анна Клара фон и цу Аделсхайм.Полубрат е на Вилхелм Лудвиг фон Геминген-Хорнберг (1727 – 1799).
Йохан Филип фон Геминген наследява от баща си Бабщат и Келбертсхаузен, които баща му е получил през 1732 г.

## Фамилия
Йохан Филип фон Геминген се жени на 8 ноември 1764 г. в Мюлхаузен а.д.Енц за фрайин Доротея Регина Елеонора фон Щайн цум Рехенщайн (* 26 януари 1744, Мюлхаузен; † 11 февруари 1799, Ерщет), дъщеря на фрайхер Лудвиг Фридрих фон Щайн цум Рехенщайн и Анна Мария София Ветцел фон Марсилиен. Те имат един син:
- Лудвиг Фридрих (* 3 декември 1765, Вимпфен; † 14 февруари 1816), френски ритмайстер, женен I. на 31 май 1794 г. в Нойхауз за Каролина фон Прен (* 18 април 1772, Южна Аврика; † 31 август 1807, Бабщат), II. на 14 януари 1808 г. в Бабщат за братовчедката си Кристиана Луиза Амалия фон Геминген (* 21 ноември 1761, Бабщат; † 18 март 1839, Бабщат), дъщеря на чичо му Вилхелм Лудвиг фон Геминген-Хорнберг (1727 – 1799).

Вдовицата му Доротея Регина Елеонора фон Щайн цум Рехтенщайн (1744 – 1799) се омъжва 1767 г. втори път за Кристоф Фердинанд III Фридрих фон Дегенфелд (1739 – 1812) и му ражда седем деца.